# Androtium astylum
Androtium astylum là một loài thực vật có hoa trong họ Đào lộn hột. Loài này được Stapf mô tả khoa học đầu tiên năm 1903.